# 犬死に
『犬死に』（いぬじに）は日本のロックバンド、マリア観音の5枚目のアルバム。平山裕士が運営する自身のレーベル「エレクトレコード」より1995年にリリースされた。

## 解説
- プロデュースは木幡東介。
- ジャケットは南里早紀子が手掛けた。
- ベースの宮脇慎吾の事実上最期の作品[2]。

## 収録曲
1. 漆黒界 (15:34)
『東夷偽史先住民拙言滅裂多仁』で再録音されている。
2. 刺生活 (5:57)
『東夷偽史先住民拙言滅裂多仁』で再録音されている。
「日本川鼠[3]」の歌詞が挿入されている。
3. 地獄に堕とす (8:01)
木幡東介ソロ『懺悔の風呂場』収録曲の再録音版。
「尿飲療法」の歌詞が挿入されている。
4. 病床 (7:36)
『背徳の扉』収録曲の再録音版。ピアノ弾語りにアレンジされている。
5. 二つ目小僧 (6:28)
6. 蠍に貰った拳 (10:21)

（作詞・作曲：木幡東介）

## 参加メンバー
- 木幡東介：ヴォーカル/ギター (#1終盤,#5,#6)/パーカッション (#1)/トランペット (#2,#3)/銅鑼 (#1,#2)
- 小森雅彰：オルガン (#1,#2,#3,#5)/ピアノ (#1,#3,#4,#6)/キーボード (#2,#5,#6)/コーラス
- 宮脇慎吾：ベース (#4以外)
- 平野勇：ドラム (#4以外)

## トゥーマッチ・エディション

### 解説
- リマスター盤として「エレクトレコード」より2014年にリリースされた。
- ボーナス曲として次作「髑髏」収録される「静かな夜」、「不発弾」の宮脇ベース演奏によるラフミックスヴァージョンを含むCDとライブDVDの2枚組となっている。
- プロデュースは木幡東介。
- 復刻盤ジャケットは村藤治が手掛けた。

### 収録曲 CD
1. 漆黒界 (15:34)
『東夷偽史先住民拙言滅裂多仁』で再録音されている。
2. 刺生活 (5:57)
『東夷偽史先住民拙言滅裂多仁』で再録音されている。
「日本川鼠[3]」の歌詞が挿入されている。
3. 地獄に堕とす (8:01)
木幡東介ソロ『懺悔の風呂場』収録曲の再録音版。
「尿飲療法」の歌詞が挿入されている。
4. 病床 (7:36)
『背徳の扉』収録曲の再録音版。ピアノ弾語りにアレンジされている。
5. 二つ目小僧 (6:28)
6. 蠍に貰った拳 (10:21)
7. 静かな夜 (7:13)
ボーナス曲。宮脇ベース演奏によるラフミックスヴァージョン。
8. 不発弾 (9:59)
ボーナス曲。宮脇ベース演奏によるラフミックスヴァージョン。

（作詞・作曲：木幡東介）

### 参加メンバー
- 木幡東介：ヴォーカル/ギター (#1終盤,#5,#6)/パーカッション (#1)/トランペット (#2,#3)/銅鑼 (#1,#2,#8)
- 小森雅彰：オルガン (#1,#2,#3,#5,#7)/ピアノ (#1,#3,#4,#6,#7,#8)/キーボード (#2,#5,#6)/コーラス
- 宮脇慎吾：ベース (#4以外)
- 平野勇：ドラム (#4以外)

### 収録曲 DVD
1. 静かな夜
2. 木の葉やもり
1995年7月28日新宿アンティノック
3. 犬死に
4. 刺生活
5. 地獄に堕とす
6. 夏の二人
7. 漆黒界
1995年12月8日渋谷ラ・ママ

（作詞・作曲：木幡東介）

### 参加メンバー
- 木幡東介：ヴォーカル/ギター (#3,#7終盤)/ドラム (#1)/トランペット (#7)/銅鑼 (#3,#4,#7)
- 小森雅彰：オルガン (#1,#2,#3,#4,#5,#6,#7)/ピアノ (#1,#5)/エレクトリック・ピアノ (#1,#2,#3,#4,#5,#7)/キーボード (#1,#4,#5)/コーラス
- 宮脇慎吾：ベース
- 平野勇：ドラム